# Omiodes indistincta
Omiodes indistincta is een vlinder uit de familie van de grasmotten (Crambidae), uit de onderfamilie van de Spilomelinae. De wetenschappelijke naam van deze soort is voor het eerst voorgesteld als Acharana indistincta door William Warren in een publicatie uit 1892.
De soort komt voor in Japan.